# Starline.kz
Starline.kz – była kazachska linia lotnicza z siedzibą w Aktöbe.

## Flota
| Samolot        | Ilość | Uwagi |
| -------------- | ----- | ----- |
| Boeing 737-200 | 2     |       |
| Całość         | 2     |       |